# Kyriacos Costa Nicolaou

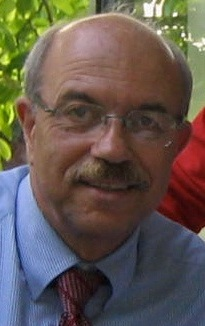
Kyriacos Costa Nicolaou

Kyriacos Costa Nicolaou (* 5. Juli 1946 in Karavas, Zypern) ist ein US-amerikanischer Chemiker zypriotischer Herkunft.

## Leben und Werk
K. C. Nicolaou wurde in Zypern als Sohn von Costa und Helen Nicolaou, geb. Yettimi geboren und wuchs dort auf. 1964 zog er nach England, um die Sprache zu erlernen und an der Universität London Chemie zu studieren. 1969 machte er seinen Bachelor am Bedford College, 1972 wurde er am University College London bei den Professoren Franz Sondheimer und Peter J. Garratt promoviert. Anschließend wurde er Postdoktorand bei Thomas J. Katz an der Columbia University, 1973 bis 1976 bei Elias James Corey Jr. an der Harvard University. Von 1976 bis 1989 arbeitete er sich an der University of Pennsylvania vom Assistenzprofessor bis zum Rhodes-Thompson-Professor für Chemie hinauf. 1989 wechselte er als Chemieprofessor an die University of California, San Diego und gleichzeitig als Darlene-Shiley-Professor für Chemie und von 1989 bis 2012 Vorsitzender der Abteilung für Chemie am Scripps Research Institute. Seit 1996 ist er zusätzlich Aline-W.-und-L.-S.-Skaggs-Professor für Chemische Biologie am selben Institut.
Nicolaou arbeitet auf dem Gebiet der Organischen Chemie, besonders in der Synthese von Naturstoffen, darunter auch viele pharmakologisch interessante Moleküle, wie Paclitaxel (Taxol)  (1994), Epothilon A und B (1996), Eleutherobin und Sarcodictyin A (beide 1997) und Vancomycin (1999), deren Totalsynthese ihm gelang.
Am 15. Juli 1973 heiratete Nicolaou Georgette Karayianni, mit der er vier Kinder hat: Colette, Alexis, Christopher und Paul.

## Veröffentlichungen
Nicolaou ist an über 800 wissenschaftliche Arbeiten und an mehr als 50 Patenten beteiligt.
- mit N. A. Petasis: Selenium in Natural Products Synthesis. CIS Inc., Philadelphia 1984, ISBN 0-914891-00-6.
- mit Erik J. Sorensen: Classics in Total Synthesis. Targets, Strategies, Methods. Wiley-VCH, 1996, ISBN 3-527-29231-4.
- mit Scott A. Snyder: Classics in Total Synthesis II. More Targets, Strategies, Methods. Wiley-VCH, 2003, ISBN 3-527-30684-6.
- mit Tamsyn Montagnon: Molecules that changed the World. Wiley-VCH, Weinheim, 2006, ISBN 3-527-30983-7

## Auszeichnungen
Wissenschaftspreise
- 1979–1983 Sloan Research Fellowship
- 1984 Guggenheim-Stipendium
- 1987/88 Alexander von Humboldt Foundation US Senior Scientist Award (Deutschland)
- 1993 American Chemical Society Award for Creative Work in Synthetic Organic Chemistry
- 1996 William H. Nichols Medal (American Chemical Society, New York Section)
- 1996 Ernest Guenther Award in Chemistry of Natural Products (American Chemical Society)
- 1996 Chemical Pioneer Award (American Institute of Chemists)
- 1996 Linus Pauling Award (American Chemical Society, Puget Sound, Portland, and Oregon Section)
- 1996 Inhoffen-Medaille
- 2000 Paul-Karrer-Medaille
- 2002 Tetrahedron-Preis
- 2001 Ernst Schering Preis (Ernst Schering Forschungsstiftung, Deutschland)
- 2005 Arthur C. Cope Award (American Chemical Society)
- 2008 August-Wilhelm-von-Hofmann-Denkmünze
- 2011 Benjamin Franklin Medal
- 2016 Wolf-Preis für Chemie
- 2021 Robert-Koch-Medaille

Ehrendoktorate, -professuren u. ä.
- 1980 Master ehrenhalber (University of Pennsylvania)
- 1994 D.Sc. (University of London)
- 1999 Professor h. c., Shanghai Institute of Organic Chemistry, China
- Ehrendoktorwürden: 1995 Nationale und Kapodistrias-Universität Athen, 1996 Aristoteles-Universität Thessaloniki, 1997 University of Cyprus, 1998 Universität Alcalá, 1998 Universität Kreta, 2000 Landwirtschaftliche Universität Athen, 2003 Universität La Sapienza

## Mitgliedschaften
- American Chemical Society
- Chemical Society London
- Gesellschaft Deutscher Chemiker
- Japanese Chemical Society
- 1987 New York Academy of Sciences
- 1993 American Academy of Arts and Sciences
- 1996 National Academy of Sciences
- 1996 Ehrenmitglied der Pharmaceutical Society of Japan
- 1999 American Association for the Advancement of Science
- 2001 ausländisches Mitglied der Akademie von Athen, Griechenland
- 2007 Ehrenmitglied Indian Academy of Sciences
- 2009 Deutsche Akademie der Naturforscher Leopoldina (Matrikel-Nr. 7254)[2]
- 2009 Ehrenmitglied der Israel Chemical Society
- 2011 Ehrenmitglied der Singapore National Institute of Chemistry
- 2011 American Philosophical Society
- 2013 Auswärtiges Mitglied der Royal Society[3]